# Gefangenengewerkschaft/Bundesweite Organisation

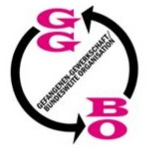
Logo der GG/BO

Die Gefangenengewerkschaft/Bundesweite Organisation (GG/BO) ist eine deutsche Gefangenengewerkschaft, also eine Vereinigung, die sich für die Arbeitnehmerrechte von Strafgefangenen in deutschen Gefängnissen einsetzt. Sie wurde nach eigenen Angaben 2014 in der Justizvollzugsanstalt Tegel gegründet. Wie andere deutsche Gewerkschaften hat die GG/BO die Rechtsform eines nicht eingetragenen Vereins. Sie wurde vereinzelt als weltweit erste Gefangenengewerkschaft ihrer Art bezeichnet, obwohl bereits 1968 ähnliche Organisationen in Deutschland, Österreich und der Schweiz gegründet wurden und in den USA die Gewerkschaft Industrial Workers of the World (IWW) mit ihrer Sektion Incarcerated Workers Organizing Committee (IWOC) speziell inhaftierte Arbeiter organisiert.

## Grundlagen und Ziele
Die Gefangenengewerkschaft/Bundesweite Organisation (GG/BO) stützt sich auf Art. 9 des Grundgesetzes, das in Absatz 3 das Recht beinhaltet, „zur Wahrung und Förderung der Arbeits- und Wirtschaftsbedingungen Vereinigungen zu bilden“ (Koalitionsfreiheit). Die zentralen Forderungen der GG/BO sind die Einführung des allgemeinen gesetzlichen Mindestlohns für arbeitende Gefangene und die Aufnahme von Inhaftierten in die Gesetzliche Rentenversicherung. Letztlich strebt die GG/BO die volle Gewerkschaftsfreiheit für Gefangene in deutschen Haftanstalten an.
Bei ver.di gibt es bereits Ansprechpartner für arbeitende Häftlinge. Über aktive Gewerkschaftsarbeit in Justizvollzugsanstalten ist jedoch nichts bekannt.

## Gründung, Organisation und Entwicklung
Die GG/BO hat nach eigenen Angaben (Stand Mai 2015) 700 Mitglieder in über 50 Haftanstalten in ganz Deutschland, ohne dass allerdings näheres über einen Mitgliedsstatus und Mitgliederrechte bekannt wäre.  Neben der JVA Tegel werden die Justizvollzugsanstalt Landsberg und Justizvollzugsanstalt Willich als Anstalten mit hohem Organisationsgrad erwähnt.
Im Juli 2015 meldete die GG/BO, dass in der Frauen-Justizvollzugsanstalt Willich II (NRW) sich nun 25 inhaftierte Frauen der GG/BO angeschlossen hätten, was einem Organisationsgrad von rund 15 Prozent entspräche.
Mehmet Aykol (inhaftiert in der JVA Tegel) ist der „Rechtssekretär“ der Gefangenengewerkschaft. Laut der Zeitung Jungle World wurde er von der Vollzugsbehörde in Berlin vor die Alternative gestellt, seine Gewerkschaftsfunktion aufzugeben oder die Vollzugslockerungen, die Aykol nach 18 Jahren Haft erhalten sollte, zu verlieren. Aykol entschied sich für die Gewerkschaft und verzichtete auf Haftlockerungen.
Nachdem Häftlinge in der JVA Tegel gegen die Einbehaltung von Gewerkschaftsmaterialien Einspruch erhoben hatten, bestätigte das Berliner Landesgericht diese Praxis und berief sich auf den Schutz der Gefangenen. In ihrer Begründung schrieb es: „Die Gefangenen können sich den ihnen aufgedrängten Informationen und Werbemaßnahmen nicht in gleicher Weise entziehen wie in Freiheit lebende Menschen.“
Die GG/BO kritisiert, dass die deutschen Gefängnisse in den letzten Jahrzehnten „zusehends zu Produktionsstätten und Fabrikanlagen geworden“ sind. Von Tüten kleben und Kugelschreiber zusammendrehen könne keine Rede mehr sein. „Knäste sind Sonderwirtschaftszonen, in denen sozial- und arbeitsrechtliche Standards nicht oder nur völlig unzureichend existieren“, schreibt die Gefangenengewerkschaft.
Hungerstreik in der JVA Butzbach
Oliver Rast, Sprecher der GG/BO teilte am 2. Dezember mit, dass Inhaftierte in der Justizvollzugsanstalt Butzbach in einen Hungerstreik getreten seien. Hintergrund sei ihre Situation in der JVA. Die Gefangenen gelangten an ein internes Papier der JVA aus dem hervorging, dass die Arbeitskosten für die hergestellten Sprungmatten bei 0,1 bis 0,32 Prozent des Verkaufspreises liegen. 130 der rund 500 Inhaftierten des Hochsicherheitsgefängnisses hatten eine Petition unterzeichnet, in der sie unter anderem „volle Gewerkschaftsfreiheit hinter Gittern“, die Auszahlung des Mindestlohns für ihre Arbeit in den anstaltseigenen Werkstätten sowie die Aufnahme in die Rentenversicherung fordern.  Die Wetterauer Zeitung berichtete, dass ein Gewerkschaftsvertreter in der JVA Butzbach für sein Engagement in Einzelarrest genommen worden sein soll. Jürgen Rößner, der GG-Vertreter, befinde sich seit Ende September 2015 in 23-stündigem Einschluss, sagte Oliver Rast. Ein Sprecher des Justizministeriums Hessen bestritt dies. Im Dezember befanden sich nach unbestätigten Informationen 4 bis 5 Häftlinge im Hungerstreik.
„Reine Arbeitsverweigerung würde wegen des Arbeitszwanges juristisch als ‚Meuterei‘ gelten, die hart bestraft wird. Beim Hungerstreik sind die Gefangenen aus medizinischen Gründen von der Arbeitspflicht entbunden“, erklärte Jörg Nowak die Form des Protestes.
Wie viele Insassen genau streiken, war nicht klar, da nur postalische Kommunikation in JVAs möglich ist. Oliver Rast fürchtete, dass die JVA-Leitung massiven Druck auf die Streikenden ausübt. „Da greifen dann gefängnisinterne Systematiken“, sagt er der taz.

## Politische Reaktionen
Nachdem ein Teil der Insassen der JVA Butzbach in Hungerstreik getreten waren, unterstützte die Linke im Hessischen Landtag die Forderungen der GG/BO. „Dass die Gefangenen in den Hungerstreik treten, wirft kein gutes Licht auf Justizministerin Eva Kühne-Hörmann“, sagt Marjana Schott (Die Linke), im Hessischen Landtag Sprecherin ihrer Fraktion für Justizvollzug. Es gebe keinerlei nachvollziehbare Begründung, warum zwar Beiträge in die Arbeitslosenversicherung der Häftlinge, nicht aber für deren Rentenversicherung gezahlt würden. Eine fortschrittliche Ministerin würde sich für das Thema starkmachen, meinte Schott.
Ein „Netzwerk für die Rechte inhaftierter Arbeiter_innen“ als Solidaritätsgruppe gründete sich 2015. Ihm gehören unter anderem Jörg Nowak (Universität Kassel), Alexander Gallas (Herausgeber des Global Labour Journal), Simon Aulepp (GEW-Kreisverband Kassel-Stadt), Stefanie Hürtgen (Universität Salzburg) und Michael Fütterer (Tie global) an.
Die Organisation erhielt den Fritz-Bauer-Preis 2016 der Humanistischen Union als Würdigung von ihren „Bemühungen um angemessene Standards der Gefangenenarbeit“.

## Definitionsstreit und politische Reaktionen
Die Gefangenengewerkschaft/Bundesweite Organisation wird von den Vollzugsbehörden nicht als „echte Gewerkschaft“ anerkannt, da Gefangene keine Arbeitnehmer seien und die Inhaftierten über die Gefangenenmitverantwortung (vgl. § 160 Strafvollzugsgesetz (StVollzG)), oft in Form einer Gefangenenvertretung, Einfluss nehmen könnten. Darüber hinaus bestehe für Gefangene nach § 41 StVollzG eine Arbeitspflicht. Unabhängig von grundsätzlichen Erwägungen sieht die Leiterin der JVA Willich, Peters, die Gewerkschaft auch als „dubiosen Verein“ an. Das Justizministerium in NRW ist der gleichen Ansicht. Eine Gewerkschaft der Häftlinge hält das Justizministerium NRW „nicht unbedingt für nötig“, wie ein Sprecher sagte.
Berlins Justizsenator Thomas Heilmann (CDU) sagte im Herbst 2015, dass die Gefangenengewerkschaft nicht als Verhandlungspartner anerkannt werde; die JVA-Insassen besäßen keinen Arbeitnehmerstatus und würden daher auch nicht unter das Koalitionsrecht fallen. Dem haben die Gefängniskritiker Johannes Feest und Thomas Galli widersprochen, denn es komme nicht auf den formalen Begriff des Arbeitnehmers an, sondern allein darauf, „ob es um die Vertretung von Interessen geht, die typischerweise von Arbeitnehmern geltend gemacht werden“.
Ordnungspolitisch sei es keine Gewerkschaft, erklärt Sandro Witt vom DGB Thüringen. „Wenn ich es jetzt richtig einordnen soll, es ist ein Versuch sich zu organisieren. Das ist von Artikel 9 Absatz 3 Grundgesetz geschützt. Aber es ist eine Organisationsform, die noch nicht Gewerkschaft ist. Sondern es ist eine Interessensgemeinschaft“, sagte er dem MDR.